# John Eustace
John Eustace (Solihull, Inglaterra, Reino Unido; 3 de noviembre de 1979) es un exfutbolista y entrenador inglés. Actualmente dirige al Derby County de la EFL Championship.
Durante su carrera como jugador, jugó como mediocampista central en Coventry City, Stoke City, Watford y Derby County. También estuvo cedido en el Dundee United, Middlesbrough y Hereford United.
Después de retirarse como jugador, Eustace se desempeñó como entrenador del Kidderminster Harriers entre 2016 y 2018, y finalmente lo dejó para convertirse en asistente técnico del Queens Park Rangers en 2018. Tuvo un breve período como interino de QPR en 2019. Más tarde, se desempeñó como entrenador del Birmingham City entre julio de 2022 y octubre de 2023.

## Carrera como jugador

### Coventry City
Nacido en Solihull, Eustace comenzó su carrera juvenil en el Coventry City. A pesar de que estuvo en el club durante siete años, solo registró 98 apariciones en todas las competiciones debido a las continuas lesiones. A los 19 años se fue cedido al Dundee United para adquirir experiencia en el primer equipo. Jugó once partidos y marcó un gol contra el Hearts.
En su regreso al Coventry empezó a consolidarse en el primer equipo. En la temporada 2000-01, participó en 32 partidos de liga. A pesar de sus esfuerzos, el club descendió de la Premier League.Al comienzo de la siguiente temporada, el técnico Gordon Strachan lo nombró capitán.Sin embargo, el 8 de septiembre de 2001, Eustace sufrió una lesión en la rodilla durante la derrota liguera ante el Grimsby Town, lo que lo mantuvo fuera de juego durante 7 meses. Regresó a la acción en abril de 2002.
Eustace comenzó bien la temporada 2002-03 y atrajo el interés del club Middlesbrough de la Premier League, a quien fue cedido por un mes en enero de 2003.Sólo hizo una aparición como suplente ante el Liverpool, donde apareció sólo durante los dos últimos minutos del partido, pero se ganó una tarjeta amarilla.

### Stoke City
Al comienzo de la temporada 2003-04, Eustace fichó por el Stoke City en una transferencia gratuita.Los problemas de lesiones lo limitaron a un puñado de apariciones durante su estancia en el club inglés. En febrero de 2005, sufrió una grave lesión en la rodilla y luego fue sustituido.
El 13 de octubre de 2006, se unió al Hereford United en calidad de préstamo para ganar el fútbol del primer equipo y ayudarlo en su regreso.Sin embargo, el 14 de diciembre, Stoke lo llamó repentinamente debido a que sufrió varias lesiones en la plantilla.En total, Eustace jugó 23 partidos ligueros a lo largo de la temporada para Stoke y Hereford. 
Posteriormente, Eustace firmó una extensión de contrato por un año con el club, hasta el verano de 2008.Fue un habitual del Stoke durante la primera mitad de la temporada 2007-08 y fue el capitán del equipo hasta su traslado a Watford el último día de la ventana de transferencia.

### Watford
El 31 de enero de 2008, Eustace se incorporó al Watford por una tarifa de £250.000.
El 9 de marzo de 2009, se unió al Derby County, en calidad de préstamo, hasta el final de la temporada 2008-09, para ayudar a resolver la crisis de lesiones en el mediocampo de los Rams.Eustace no pudo conseguir un traslado permanente al Derby al final de su cesión en el club y regresó a su club de origen a principios de mayo.
Después de muchas especulaciones durante la temporada 2009-10, Eustace finalmente firmó un nuevo contrato de dos años con Watford.En junio de 2013, se le ofreció un nuevo contrato con el rol de jugador/entrenador que rechazó, ya que afirmó que no estaba listo para dejar de jugar todavía, por lo que dejó el club como agente libre.

### Derby County
En julio de 2013, Derby County confirmó que Eustace se había reincorporado al club a prueba y, tras impresionar a Nigel Clough en los entrenamientos, se acordó verbalmente un contrato de un año con el Derby el 24 de julio.Según el entrenador, fue contratado para actuar como cobertura en su posición natural de mediocampo central, además de ser un defensa central de emergencia.
Luego de disputar 14 encuentros durante la temporada 2014-15, Eustace dejó de ser jugador del Derby en junio de 2015 y meses más tarde anunció su retiro del fútbol profesional.

## Carrera como entrenador
Tras su retirada como jugador, Eustace fue nombrado entrenador del Kidderminster Harriers en abril del 2016 y firmó contrato hasta el final de la temporada 2016-17.Durante su estancia, llevó a su equipo a los play-offs en dos temporadas de la National League, así como a la primera ronda de la FA Cup.Dejó el club el 25 de mayo de 2018 para unirse ser el asistente técnico de Steve McClaren en el Queens Park Rangers.
En 2019 fue nombrado entrenador interino del QPR hasta el final de la temporada,donde ayudó al club a evitar el descenso del Championship con 7 puntos en sus 7 partidos a cargo. En marzo de 2022, fue nombrado asistente técnico en la selección de Irlanda que era dirigida por Stephen Kenny, mientras que también continuó con su puesto actual de segundo entrenador en el equipo inglés.Finalmente, Eustace dejó su puesto en el Queens Park Rangers en junio de 2022 tras el nombramiento de Michael Beale.

### Birmingham City
El 3 de julio de 2022, Eustace sucedió a Lee Bowyer como entrenador del Birmingham City y firmó un contrato por tres años.En su primera temporada, pudo guiar al club a su puntuación más alta desde 2016, evitando con éxito el descenso.El 9 de octubre de 2023, Eustace fue despedido de su cargo y el club citó la importancia de que la junta directiva y la dirección técnica estuvieran totalmente alineados con la cultura del club de fútbol como motivo de la decisión.

### Blackburn Rovers
El 9 de febrero de 2024, Eustace fue nombrado entrenador del Blackburn Rovers y firmó un contrato por dos años y medio.Durante su estancia, ayudó al equipo a evitar el descenso en la temporada 2023-24 y dejó su cargo en febrero de 2025 después de tener al club en los lugares de play-off después de dos tercios de la campaña 2024-25.

### Derby County
El 13 de febrero de 2025, asumió al frente del Derby County hasta junio de 2028.

## Clubes

### Como jugador
| Club                       | País       | Año       |
| -------------------------- | ---------- | --------- |
| Coventry City              | Inglaterra | 1996-2003 |
| Dundee United (préstamo)   | Escocia    | 1998-1999 |
| Middlesbrough (préstamo)   | Inglaterra | 2003      |
| Stoke City                 | Inglaterra | 2003-2008 |
| Hereford United (préstamo) | Inglaterra | 2006      |
| Watford                    | Inglaterra | 2008-2013 |
| Derby County (préstamo)    | Inglaterra | 2009      |
| Derby County               | Inglaterra | 2013-2015 |

### Como entrenador
| Club                           | País       | Año           |
| ------------------------------ | ---------- | ------------- |
| Kidderminster Harriers         | Inglaterra | 2016-2018     |
| Queens Park Rangers (interino) | Inglaterra | 2019          |
| Birmingham City                | Inglaterra | 2022-2023     |
| Blackburn Rovers               | Inglaterra | 2024-2025     |
| Derby County                   | Inglaterra | 2025-presente |